# Гетто в Прашке
Гетто в Прашке — еврейское гетто, созданное нацистами в период оккупации Польши во время Второй мировой войны в городе Прашка. Существовало с осени 1940 года по август 1942 года.

## История
Приграничный город Прашку нацисты захватили 1 сентября 1939 года. Сразу после оккупации они отправили местных евреев на принудительные работы по ремонту моста, который при отступлении разрушила армия Польши. Нацисты ввели в городе комендантский час. Евреям было запрещено покидать свои дома от заката до восхода солнца, а также в воскресенье. Они должны были сдать свое ценное имущество властям. В ноябре 1939 года нацисты разграбили синагогу и сделали из неё угольный склад. Весной 1940 года в городе был создан юденрат, главой которого назначили Голдрата. Также была сформирована еврейская полиция.

## Гетто
Нацисты создали гетто в Прашке осенью 1940 года. Оно занимало несколько переулков недалеко от местного кладбища и первое время было открытым. 24 октября его обнесли забором из колючей проволокой и сделали закрытым. В 1940 году узниками гетто в Прашкове был 961 еврей, из которых 840 местных жителей и 121 беженец. Позже в это гетто были депортированы его 700 евреев из Велюни и Верушува.
Зимой 1941 года нацисты вывезли из Прашки на принудительные работы в карьерах и асфальтирование дорог около 500 евреев. Выжившие там в невыносимых условиях евреи позже были передены в трудовые лагеря в районе Познани.

## Ликвидация гетто
Гетто в Прашке было ликвидировано в августе 1942 года. Часть узников сразу отправили в лагерь смерти Хемлно, часть — позже, через гетто Велюни. Во время ликвидации гетто в Прашке на месте были расстреляны 27 евреев.